# Eremascus fertilis
Eremascus fertilis är en svampart som beskrevs av Stoppel 1907. Eremascus fertilis ingår i släktet Eremascus och familjen Eremascaceae.   Inga underarter finns listade i Catalogue of Life.